# Peace Summer/TREASURE
「Peace Summer / TREASURE」（ピースサマー/トレジャー）は、パフォーマンスユニット『円神』の2枚目の両A面シングルである。2021年8月4日にユニバーサルシグマ内のオリジナルレーベル「nonagon records」より発売された。

## 概要
「Peace Summer」は爽やかで優しさのあるサマーソングであり、「TREASURE」は新型コロナウイルスやスマホコミュニケーション、愛や思いやりが欠け気味な“今”に寄り添い、サビではタオルを回したくなるキャッチーさも持ち合わせた楽曲となっている。
なお、両曲のコレオグラフィーを韓国アイドルグループBTSの「Butter」の振付に参加したGANMIが担当した。
B面の「KOTONOHA」は舞台「円神プロデュース公演Vol.1『幕末バトルサークル』」の披露楽曲である。

## 収録曲

### 通常版
1. Peace Summer (2:58)
作詞：IE-MON / 作曲：Chris Wahle、Kentaro、Ryo Ito / 編曲：Kentaro、The Answer
2. TREASURE (3:29)
作詞・作曲：Jay Hong、U-KIRIN、AKIRA SENGU / 編曲：U-KIRIN
3. KOTONOHA (3:43)
作詞・作曲：長沢知亜紀、永野小織、深谷天佑、Sorato、阿部広太郎、Ryo Ito / 編曲：Sorato

Bonus Track - Say Your Name (tofubeats Remix) (5:03)  1stシングルの表題曲である『Say Your Name』のアレンジ楽曲。tofubeatsが手掛けた。

### 初回限定ソロ盤
1stシングル同様、メンバー一人ずつジャケット写真になった9種類が存在する。
B面には、過去に上演された舞台で披露された2作品の歌詞が含まれる楽曲が収録され、曲は全て異なる。通常版のB面「KOTONOHA」、ボーナストラックは収録されていない。
|             | A面収録曲               | B面収録曲                         | B面曲使用舞台         | 歌唱メンバー           |
| ----------- | ----------------------- | --------------------------------- | --------------------- | ---------------------- |
| A.rik 盤    | Peace Summer / TREASURE | Dressing is a way of life         | nonagon～始まりの音～ | 全員                   |
| 草地稜之 盤 | Peace Summer / TREASURE | OBENTO 〜お弁当の歌〜             | nonagon～始まりの音～ | 草地、熊澤             |
| 熊澤歩哉 盤 | Peace Summer / TREASURE | Go To Happy Ending!               | nonagon～始まりの音～ | 全員                   |
| 瀧澤翼 盤   | Peace Summer / TREASURE | ワンタイムショータイムパーティー☆ | nonagon～始まりの音～ | 全員                   |
| 中谷日向 盤 | Peace Summer / TREASURE | 交わした約束                      | 幕末バトルサークル    | 全員                   |
| 中林登生 盤 | Peace Summer / TREASURE | Messing Around                    | nonagon～始まりの音～ | 中谷、中林、中本       |
| 中本大賀 盤 | Peace Summer / TREASURE | Perfect Step                      | 幕末バトルサークル    | 全員                   |
| 宮里ソル 盤 | Peace Summer / TREASURE | To The Light                      | nonagon～始まりの音～ | 瀧澤、宮里             |
| 山田恭 盤   | Peace Summer / TREASURE | Gunshot!!                         | nonagon～始まりの音～ | 中谷、中林、中本、山田 |

## ミュージックビデオ
外に出ることができず夏を過ごす少女のため、窓から見える景色を変えようと、メンバーたちが彼女のもとへ大量の花を届けることを計画するというストーリーが描かれている。映像監督を伊藤ヒデジンが担当した。

### ミュージックビデオ
Peace Summer (Official Video) - YouTube
Peace Summer (Performance Video) - YouTube
TREASURE (Official Video) - YouTube